# Neivamyia latifrons
Neivamyia latifrons är en tvåvingeart som beskrevs av Malloch 1932. Neivamyia latifrons ingår i släktet Neivamyia och familjen husflugor. Inga underarter finns listade i Catalogue of Life.